# Rzujno
Rzujno lub Rzuno – jezioro rynnowe położone na Równinie Charzykowskiej, na obszarze Kaszub Południowych, w gminie Dziemiany, powiecie kościerskim województwa pomorskiego i na skraju Wdzydzkiego Parku Krajobrazowego. W pobliżu wschodniej linii brzegowej jeziora przebiegają trasy linii kolejowej Kościerzyna-Chojnice i drogi wojewódzkiej nr 235.
Bezpośrednio nad jeziorem znajduje się duża wieś Dziemiany.

## Hydronimia
Jezioro pojawia się w źródłach w 1290 roku – początkowo jako Rugno, a następnie: Irznyno (1340), Rzunno (1664, 1688, 1734), Dzymianensehe (1796), Brzuno (1965). Państwowy rejestr nazw geograficznych jako zestandaryzowaną nazwę jeziora podaje Rzujno, jednocześnie wymienia nazwę oboczną: Rzuno.

## Morfometria
Według danych Instytutu Rybactwa Śródlądowego powierzchnia zwierciadła wody jeziora wynosi 34,8 ha, natomiast A. Choiński, poprzez planimetrowanie na mapach 1:50 000, określił wielkość jeziora na 30 ha.
Średnia głębokość zbiornika wodnego to 7,9 m, a maksymalna – 23,0 m. Objętość jeziora wynosi 2753,4 tys. m³. Maksymalna długość jeziora to 1610 m, a szerokość 325 m. Długość linii brzegowej wynosi 4130 m.
Według Atlasu jezior Polski (red. J. Jańczak, 1996) lustro wody znajduje się na wysokości 152,3 m n.p.m., natomiast według numerycznego modelu terenu udostępnionego przez Geoportal lustro wody znajduje się na wysokości 151 m n.p.m.
Według Mapy Podziału Hydrograficznego Polski leży na terenie zlewni ósmego poziomu Dopływ z Leżuchowa. Identyfikator MPHP to 29433212.